# Dirty Jeans and Mudslide Hymns
Dirty Jeans and Mudslide Hymns è un album in studio del cantautore statunitense John Hiatt, pubblicato nel 2011.

## Tracce
1. Damn This Town – 4:52
2. 'til I Get My Lovin' Back – 3:27
3. I Love That Girl – 4:19
4. All the Way Under – 3:49
5. Don't Wanna Leave You Now – 5:42
6. Detroit Made – 3:52
7. Hold On for Your Love – 6:21
8. Train to Birmingham – 3:37
9. Down Around My Place – 5:59
10. Adios to California – 3:46
11. When New York Had Her Heart Broke – 5:08